# 大坵田西堡
大坵田西堡，是台灣中南部自清治時期至日治初期的一個行政區劃，其範圍包括今嘉義縣的東石鄉中南部、布袋鎮西南部、朴子市中部及鹿草鄉西北部一小塊地區。
大坵田西堡西邊瀕臨台灣海峽，北邊為蔦松堡、大槺榔西堡，東邊為大槺榔東下堡、鹿仔草堡、白鬚公潭堡、龍蛟潭堡，南邊為學甲堡。

## 管轄街庄
大坵田西堡共轄35個庄：
- 今東石鄉境內：副瀨庄、港墘厝庄、頂東石庄、頂厝仔庄、塭港庄、山藔庄、三塊厝庄、墩仔頭庄、海埔庄、型厝藔庄、栗仔崙庄、塭仔庄、中洲庄、後埔庄、掌潭庄、湖底庄、港墘庄、洲仔庄（舊名洲仔內庄）、圍仔內庄、下蔦松庄、雙連潭庄、走賊宅庄
- 今布袋鎮境內：布袋嘴庄、內田庄、考試潭庄、前東港庄、新塭庄
- 今朴子市境內：𧃽菜埔庄、崁前庄、崁後庄、鴨母藔庄、吳竹仔腳庄、新、龜仔港庄
- 今鹿草鄉境內：馬稠後庄